# هنري مورتون (كيميائي)
هنري مورتون (بالإنجليزية: Henry Morton) هو كيميائي أمريكي، ولد في 11 ديسمبر 1836 في مانهاتن في الولايات المتحدة، وتوفي في 9 مايو 1902 في هوبوكين في الولايات المتحدة.